# Odontomantis xizangensis
Odontomantis xizangensis är en bönsyrseart som beskrevs av Zheng 1989. Odontomantis xizangensis ingår i släktet Odontomantis och familjen Hymenopodidae. Inga underarter finns listade i Catalogue of Life.